# 紐約市經濟

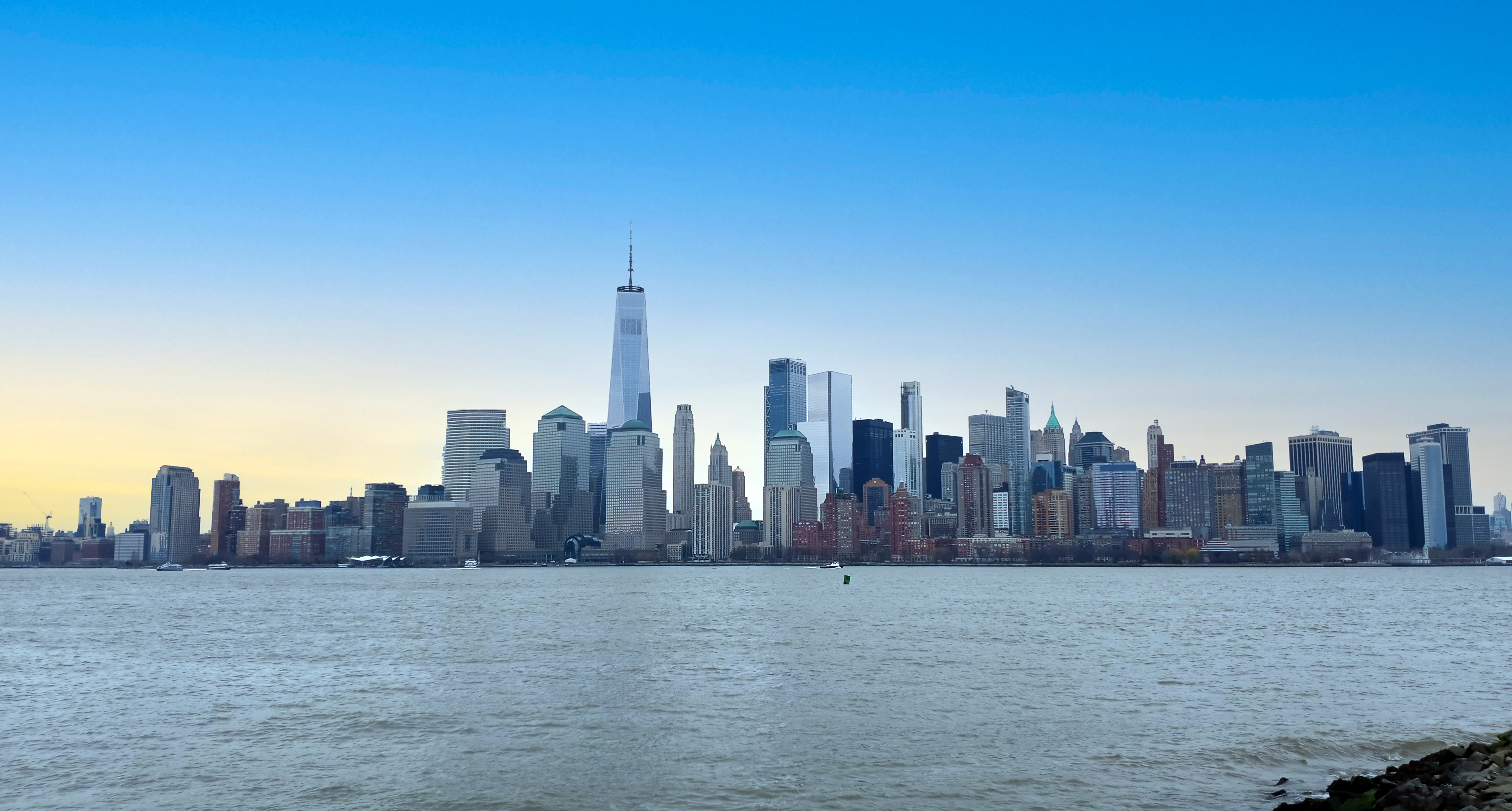
下曼哈頓天際線

紐約市是美國經濟總量最大的都市。2022年，紐約都會區的區域內生產總值達2.1兆美元。紐約市擁有華爾街，是世界最重要的金融中心。大眾媒體亦是紐約市重要的產業。紐約市擁有紐約證券交易所和納斯達克兩大證券交易所，並且有眾多大企業將總部設在曼哈頓。總部設在紐約市的企業中市值最大的企業是威訊通訊。